# Strategia di Singapore

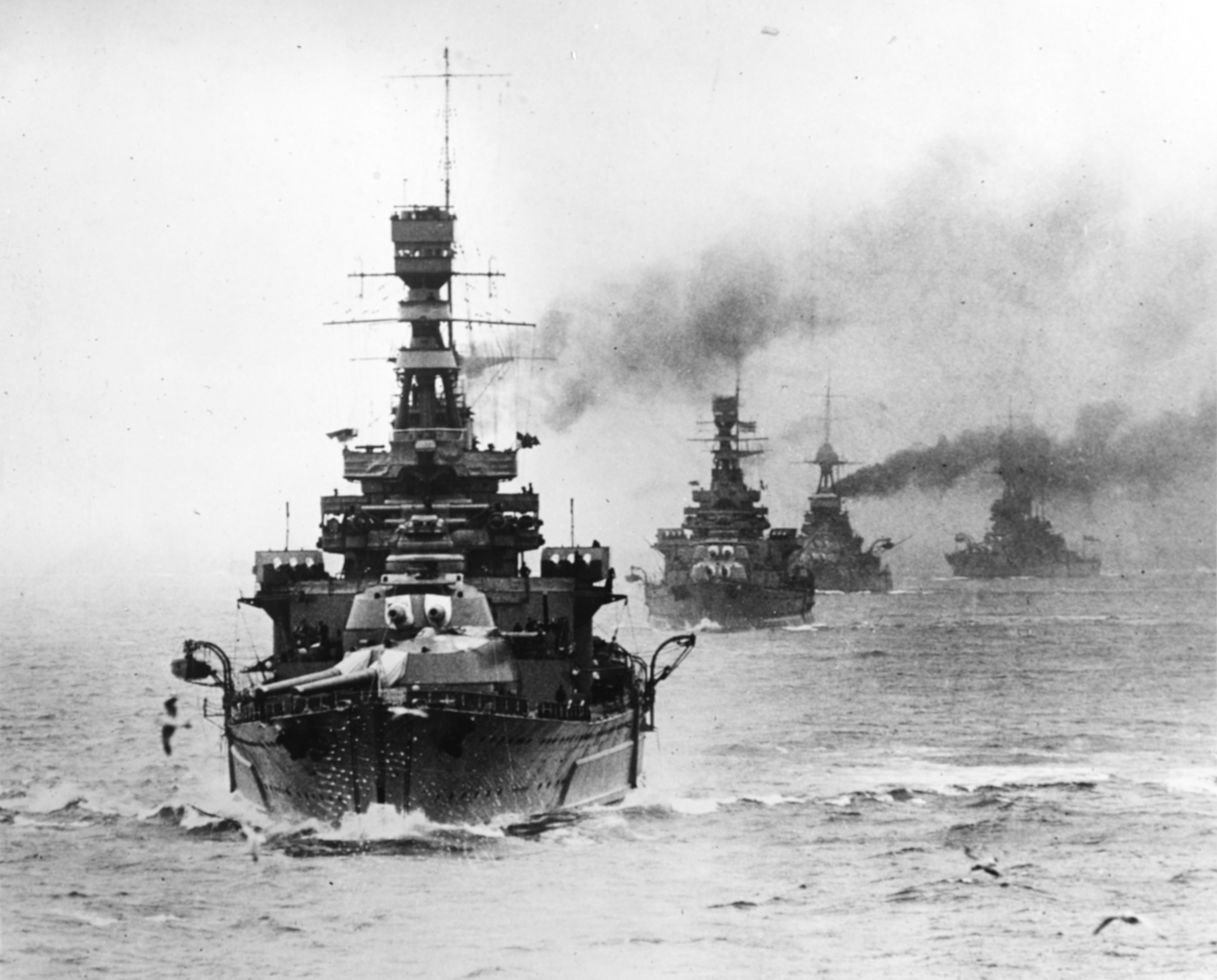
L'HMS Repulse conduce la sua nave gemella, l'HMS Renown, e altre navi della Royal Navy durante le manovre degli anni venti

La strategia di Singapore fu una strategia di difesa navale adottata dall'impero britannico, che si sviluppò in una serie di piani militari dal 1919 al 1941. Essa serviva a scoraggiare un'aggressione da parte dell'impero giapponese, dislocando una flotta della Royal Navy in Estremo Oriente, capace di intercettare e sconfiggere una flotta giapponese diretta in India o Australia. Per essere operativa, questa strategia richiese una base ben equipaggiata: Singapore, all'estremità orientale dello stretto di Malacca, fu scelta come il luogo più favorevole, nel 1919; il lavoro continuò sulla base navale e sulle sue difese per i due decenni successivi.
In base a questa strategia la base venne fortificata con potenti difese che coprivano il lato del mare, ma che si rivelarono totalmente inutili di fronte all'attacco via terra che venne portato dai giapponesi durante la battaglia di Singapore, che ebbe inizio l'8 febbraio 1942 con l'attacco giapponese da nord attraverso lo stretto di Johore e terminò il 15 febbraio con la resa totale delle forze britanniche e alleate e la vittoria completa dell'esercito giapponese. Dopo aver preso nel 1919, su impulso dell'ammiraglio John Jellicoe, la decisione di costituire a Singapore la base navale da trasformare nel pilastro del potere dell'Impero britannico nel sud est asiatico e nella stazione principale in cui radunare la flotta in caso di complicazioni belliche, il governo di Londra aveva incontrato grandi difficoltà ad attivare in tempi brevi questo programma in primo luogo per i contrasti tra gli alti capi militari sulle scelte riguardo alla strategia da adottare per proteggere la nuova base. Dopo le polemiche tra il generale Hugh Trenchard, il primo capo della RAF, favorevole ad affidare la difesa soprattutto alle forze aeree, e l'ammiraglio David Beatty, convinto del ruolo decisivo delle corazzate e delle batterie di cannoni pesanti costieri, sostanzialmente venne data la preferenza al potenziamento delle difese fisse sull'isola e vennero quindi progettate grandi postazioni di fuoco di artiglieria nelle località di Changri e Faber dove sarebbero stati posizionati potenti cannoni da 381 mm orientati a respingere un possibile attacco via mare di una eventuale flotta nemica. La base comprendeva anche bacini di carenaggio per navi di grandi dimensioni e anche, all'epoca dell'attacco giapponese, un bacino galleggiante.